# Cổ thiên văn học

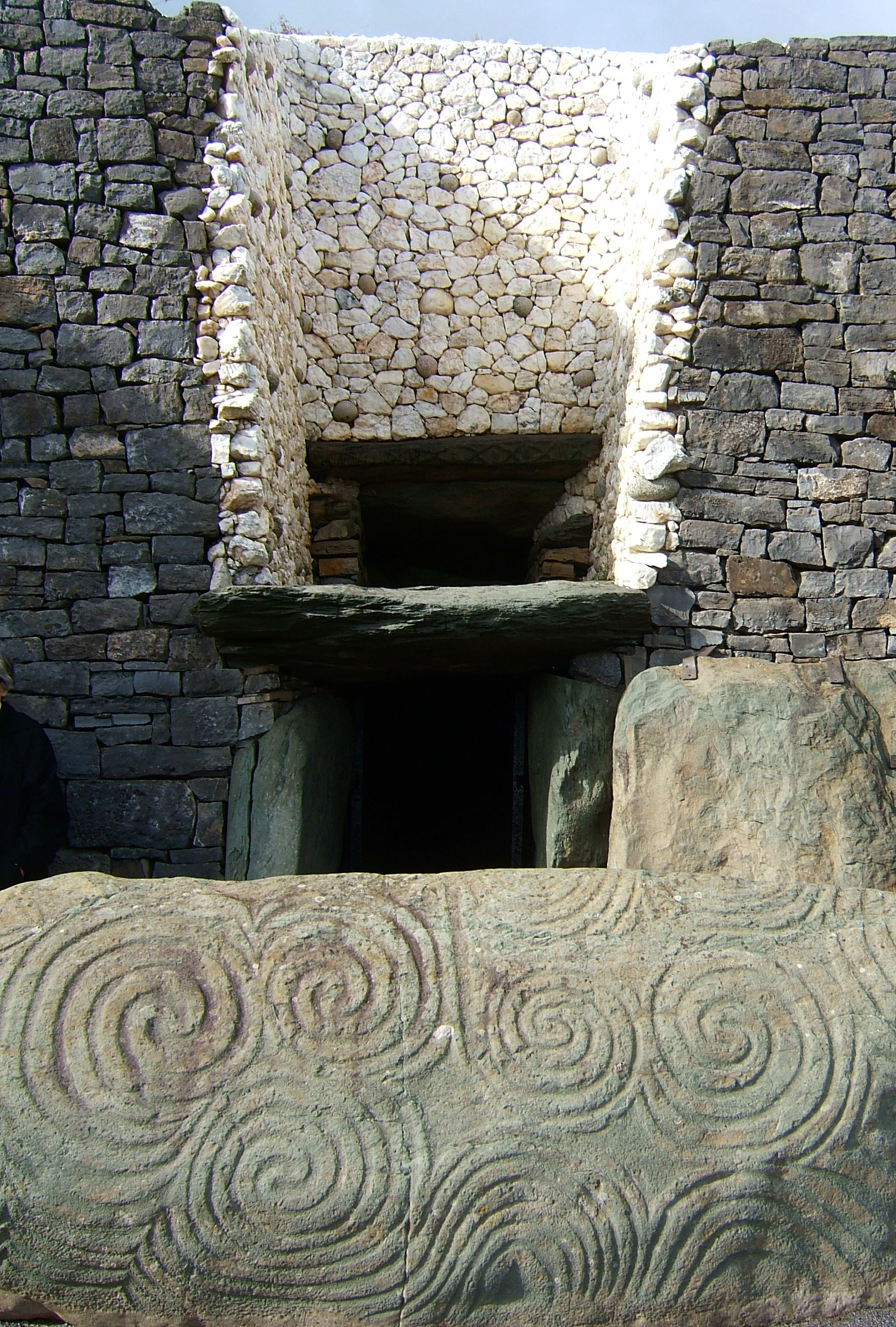
Mặt Trời mọc chiếu sáng căn buồng bên trong Newgrange, Ireland, hiện tượng mà chỉ diễn ra vào thời khắc đông chí.

Cổ thiên văn học (thuật ngữ tiếng Anh: Archaeoastronomy) là liên ngành hoặc đa ngành  nghiên cứu vấn đề người xưa "hiểu thế nào về những hiện tượng trên bầu trời, công dụng của những hiện tượng ấy đối với họ và vai trò của bầu trời trong văn hóa của họ". Clive Ruggles cho biết nhiều người hiểu lầm rằng cổ thiên văn học là ngành nghiên cứu trình độ thiên văn của người xưa, song thiên văn học hiện đại là một chuyên ngành khoa học, còn cổ thiên văn học thì quan tâm đến những sự diễn dịch mang tính văn hóa-biểu tượng của các nền văn hóa khác nhau về các hiện tượng xảy ra trên bầu trời. Liên ngành này đôi khi bất phân biệt với ngành thiên văn học dân tộc (ethnoastronomy), khoa nhân học nghiên cứu về cách nhìn trời trong các xã hội đương đại. Cổ thiên văn học cũng có quan hệ gần gũi với thiên văn học lịch sử, khoa nghiên cứu sử dụng thư tịch cổ có ghi chép về các sự kiện trên bầu trời để giải đáp các vấn đề xoay quanh thiên văn học, và lịch sử thiên văn học, khoa nghiên cứu các thư tịch cổ để đánh giá thực hành thiên văn của người xưa.

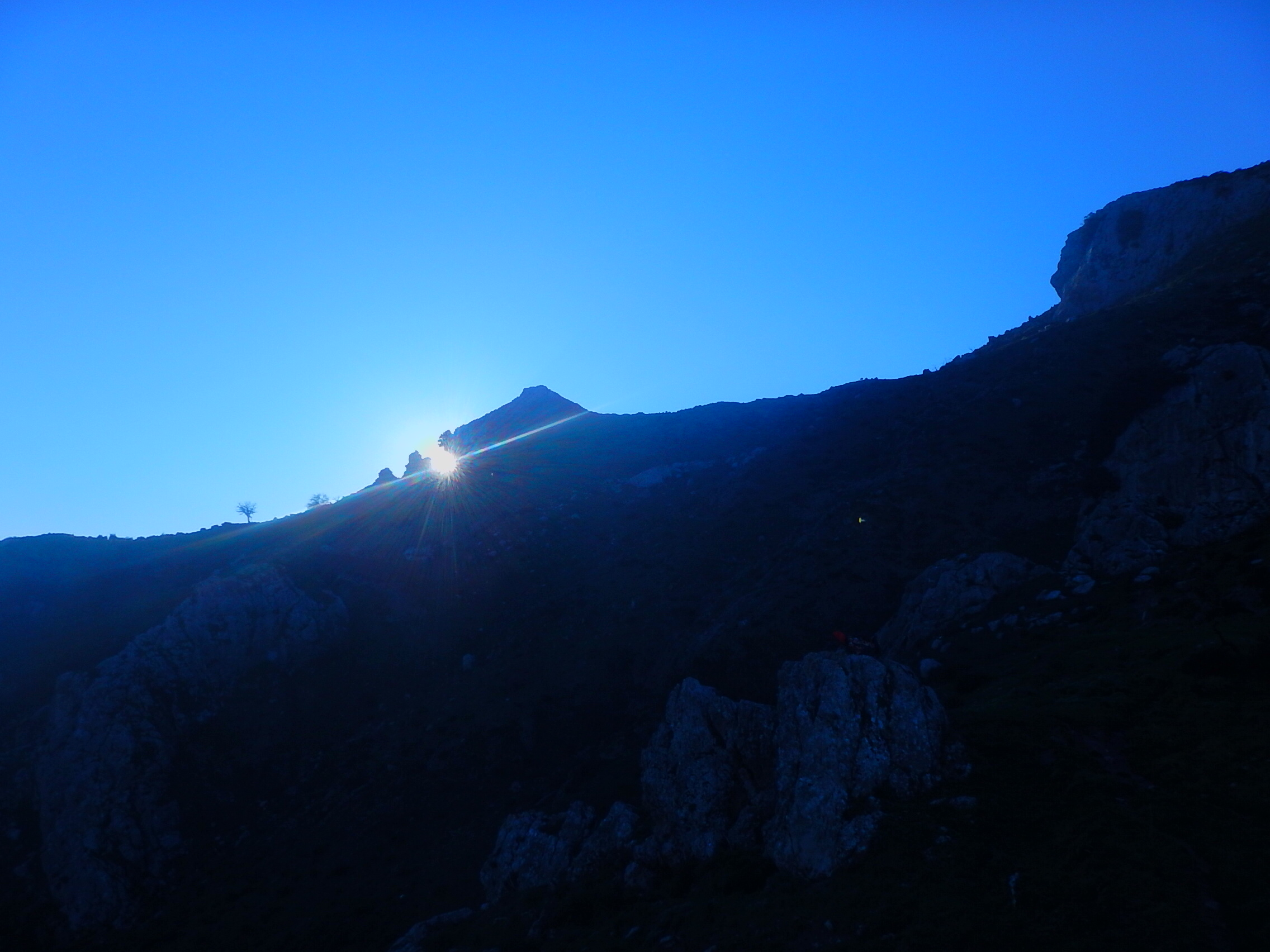
Mặt Trời lặn tại điểm phân khi nhìn từ di chỉ cổ đại Pizzo Vento ở Fondachelli Fantina, Sicily

Cổ thiên văn học vận dụng nhiều phương pháp từ các chi ngành khác để thu thập bằng chứng liên quan đến các thực hành cổ đại, bao gồm: khảo cổ học, nhân học, thiên văn học, xác suất thống kê, và sử học. Bởi lẽ nó vận dụng đa dạng các phương pháp và phụ thuộc vào nhiều lĩnh vực như vậy, việc tập hợp chúng thành một lý luận đơn nhất từ trước đến nay vẫn còn rất khó khăn đối với giới cổ thiên văn. Cổ thiên văn học có thể coi là cầu nối giữa ngành khảo cổ học cảnh quan và khảo cổ học tri nhận. Bằng chứng vật chất và quan hệ của chúng với bầu trời có thể hé lộ phương thức mà cảnh quan rộng lớn được tích hợp vào tín ngưỡng về chu trình tự nhiên của con người, đơn cử như mối quan hệ giữa thiên văn học của người Maya với nghề nông của họ. Một số ví dụ minh họa cho vai trò cầu nối giữa tri giác và cảnh quan bao gồm các nghiên cứu về biểu tượng của trật tự vũ trụ trong lối quy hoạch đường sá tại các khu định cư.

## Lịch sử
Trong cuốn lược sử 'Astro-archaeology', John Michell đã lập luận rằng vị thế của ngành nghiên cứu chuyên sâu vào thiên văn học cổ đại đã có những bước tiến đáng kể suốt hai thế kỷ qua, đi 'từ sự điên rồ tới sự dị biệt tới ý tưởng thú vị và rốt cuộc tới cánh cửa của sự chính thống.' Ngót hai thập kỷ sau, chúng ta vẫn có thể đặt câu hỏi: Liệu rằng cổ thiên văn học vẫn đang đứng trước ngưỡng cửa chính thống hay là nó đã vào hẳn bên trong rồi?— Todd Bostwick dẫn lời của John Michell

Hai trăm năm trước khi John Michell viết cuốn sách Astro-archaeology, chưa thực sự có một nhà cổ thiên văn học hay một nhà khảo cổ học chuyên nghiệp nào, mà khi đó chỉ có các nhà thiên văn và các nhà cổ vật học. Một số công trình của họ được coi là tiền thân của cổ thiên văn học; các nhà cổ vật học diễn giải phương hướng thiên văn của các tàn tích lác đác ở nông thôn Anh giống như cách của William Stukeley diễn giải vị trí của Stonehenge vào năm 1740, trong khi John Aubrey vào năm 1678 và Henry Chauncy vào năm 1700 từ lâu trước đõ đã tìm kiếm kiểu mẫu thiên văn tương quan với vị trí của các nhà thờ. Cuối thế kỷ thứ 19, các nhà thiên văn như Richard Proctor và Charles Piazzi Smyth bắt đầu điều tra về phương hướng thiên văn của các kim tự tháp.
Thuật ngữ archaeoastronomy được đề xướng bởi Elizabeth Chesley Baity (theo khuyến nghị của Euan MacKie) vào năm 1973, song các chủ đề thuộc phạm trù này có lẽ còn cổ hơn thế, tùy vào cách ta định nghĩa khái niệm cổ thiên văn học. Clive Ruggles cho rằng Heinrich Nissen, hoạt động vào giữa thế kỷ thứ 19, có thể được coi là nhà cổ thiên văn học đầu tiên. Rolf Sinclair cho rằng Norman Lockyer, hoạt động cuối thế kỷ thứ 19 đầu thế kỷ thứ 20, có thể được coi là 'cha đẻ của cổ thiên văn học'. Tuy nhiên Euan MacKie đặt điểm khởi đầu của ngành này còn muộn hơn thế, khẳng định: "...sự khai sinh và sự nở rộ hiện đại của ngành cổ thiên văn học chắc chắn nằm trong các công trình của Alexander Thom ở Anh quốc giữa những năm 1930 và những năm 1970".

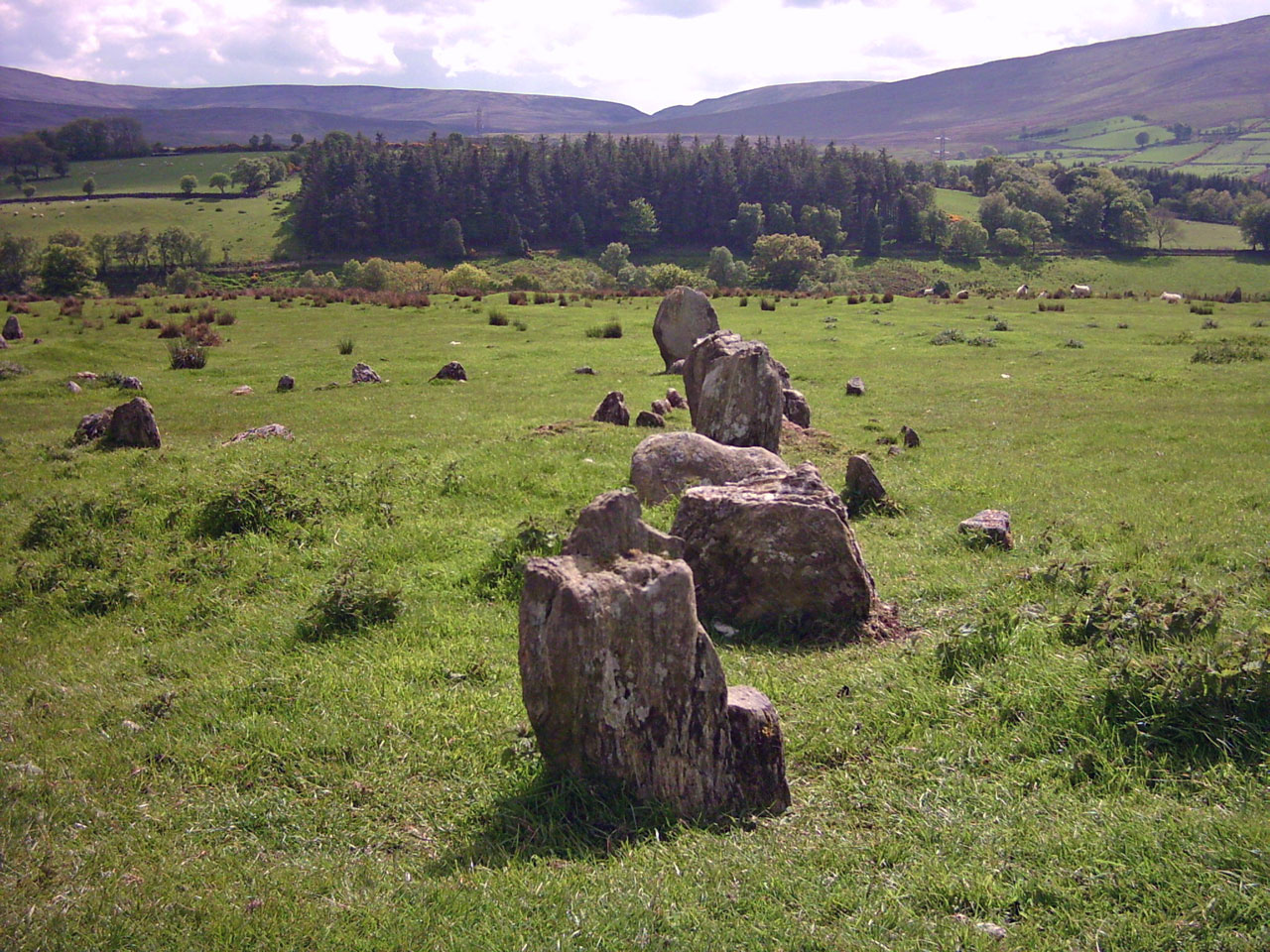
Các nhà cổ thiên văn học thời kỳ đầu nghiên cứu các công trinh Cự thạch trên Quần đảo Anh, tại các di chỉ khảo cổ như Auglish thuộc Hạt Londonderry, nhằm tìm kiếm các kiểu mẫu thống kê.

Vào những năm 1960, công trình của kỹ sư Alexander Thom và của nhà thiên văn học Gerald Hawkins, người mà đã từng đề xuất rằng Stonehenge là một máy tính thời kỳ đồ đá mới,

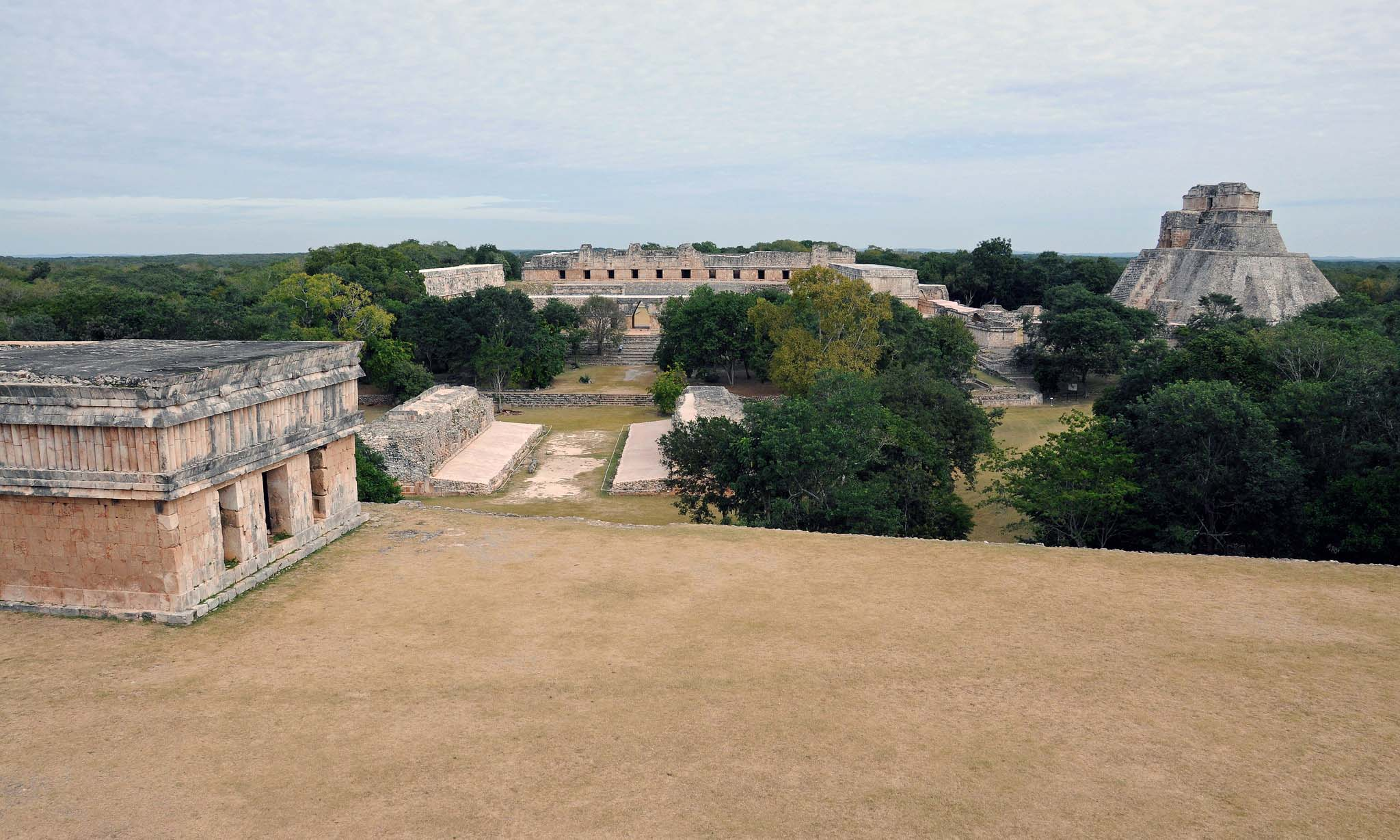
Có đề xuất cho rằng các di chỉ Maya, chẳng hạn Uxmal, được xây dựng để sao cho thật phù hợp với sự thẳng hàng thiên văn.

Phương pháp tiếp cận cổ thiên văn học ở Tân Thế giới - khu vực mà các nhà nhân học cực kỳ quan tâm đến vai trò của thiên văn đối với văn minh bản địa - khác biệt một cách đáng kể. Bởi lẽ các nhà nghiên cứu tại đây nắm trong tay những nguồn cứ liệu mà không thể nào có được khi nghiên cứu châu Âu thời kỳ tiền sử, chẳng hạn dân tộc chí và sử liệu từ các làn sóng thực dân hóa của người châu Âu.

### Trích dẫn
1. ↑  Aveni 1982, tr. 1.
2. ↑  Aveni, Anthony F. (1995), "Frombork 1992: Where Worlds and Disciplines Collide", Archaeoastronomy: Supplement to the Journal for the History of Astronomy, 26 (20): S74 – S79, Bibcode:1995JHAS...26...74A, doi:10.1177/002182869502602007, S2CID 220911940
3. ↑  Sinclair 2006, tr. 13.
4. ↑  Ruggles 2005, tr. 19.
5. ↑  Ruggles 1999, tr. 155.
6. ↑  Bergeron, Jacqueline (1993). "History of Astronomy". Reports on Astronomy. tr. 461–462. doi:10.1007/978-94-011-1100-3_31. ISBN 978-94-010-4481-3.
7. ↑  Brosch, Noah (ngày 29 tháng 3 năm 2011). "Thinking about Archeoastronomy". History and Philosophy of Physics. arXiv:1103.5600.
8. ↑  Iwaniszewski 2003, tr. 7–10.
9. ↑  Aveni 1980.
10. ↑  Chiu & Morrison 1980.
11. ↑  Magli 2008.
12. ↑  Bostwick 2006:13
13. ↑  Michell, 2001:9–10
14. ↑  Johnson, 1912:225
15. ↑  Hoskin, 2001:7
16. ↑  Michell, 2001:17–18
17. ↑  Baity, Elizabeth Chesley (1973), "Archaeoastronomy and Ethnoastronomy So Far", Current Anthropology, 14 (4): 389–390, doi:10.1086/201351, JSTOR 2740842, S2CID 146933891
18. ↑  Sinclair 2006:17
19. ↑  Ruggles 2005:312–13
20. ↑  Sinclair 2006:8
21. ↑  Mackie 2006:243
22. ↑  Hawkins 1976
23. ↑  Zeilik 1985
24. ↑  Zeilik 1986